# Arthur Dunkel
Arthur Dunkel, né le 26 août 1932 à Lisbonne et mort le 8 juin 2005 à Meyrin, est le directeur général de l'Accord général sur les tarifs douaniers et le commerce (GATT) entre 1980 et 1993.